# Wereldkampioenschappen boksen vrouwen 2006
De wereldkampioenschappen boksen 2006 vonden plaats van 18 tot en met 24 november 2006 in New Delhi, India. Het onder auspiciën van AIBA georganiseerde toernooi was de vierde editie van de Wereldkampioenschappen boksen voor vrouwen. In deze editie streden 180 boksers uit 32 landen om de medailles in dertien gewichtscategorieën.

## Medailles
| Gewichtsklasse               | Goud                     | Zilver              | Brons                            |
| ---------------------------- | ------------------------ | ------------------- | -------------------------------- |
| Minimumgewicht (– 46 kg)     | Mary Kom                 | Steluța Duță        | Jong Ok Nazgul Boranbayeva       |
| Lichtvlieggewicht (– 48 kg)  | Ri Jong Hyang            | Yesica Bopp         | Alice Kate Aparri Marlen Esparza |
| Vlieggewicht (– 50 kg)       | Hasibe Erkoç             | Siyuan Li           | Chhotu Loura Fadia el Idrissi    |
| Lichtbantamgewicht (– 52 kg) | Sarita Devi              | Viktoria Rudenko    | Samiha A Ali Hassan Jagoda Karge |
| Bantamgewicht (– 54 kg)      | Sofya Ochigava           | Karolina Michalczuk | Zhang Qin Lyumdmyla Hrytsay      |
| Vedergewicht (– 57 kg)       | Yum Kum Ju               | Usha Nagisetty      | Bin Wu Mihaela Cijevschi         |
| Lichtgewicht (– 60 kg)       | Katie Taylor             | Erica Farias        | Mitchel Martinez Tatiana Chalya  |
| Halfweltergewicht (– 63 kg)  | Jenny Lalremliani        | Klara Svensson      | Katie Dunn Yulia Nemtsova        |
| Weltergewicht (– 66 kg)      | Aya Cissoko              | Oleksandra Kozlan   | Aruna Mishra Mary Spencer        |
| Halfmiddengewicht (– 70 kg)  | Ariane Fortin            | Akima Stocks        | Luminita Turcin Olga Slavinskaya |
| Middengewicht (– 75 kg)      | Lekha Kozhummel Chettadi | Li Jinzi            | Anita Ducza Olga Novikova        |
| Halfzwaargewicht (– 80 kg)   | Irina Sinetskaya         | Chitiqua Hemingway  | Renu Gora Beata Malek            |
| Zwaargewicht (– 86 kg)       | Elena Surkova            | Mária Kovács        | Adriana Hosu Şemsi Yaralı        |

Bron: AIBA

## Medaillespiegel
| Plaats | Land             | Goud | Zilver | Brons | Totaal |
| 1      | India            | 4    | 1      | 3     | 8      |
| 2      | Rusland          | 3    | 0      | 3     | 6      |
| 3      | Noord-Korea      | 2    | 0      | 1     | 3      |
| 4      | Canada           | 1    | 0      | 2     | 3      |
| 5      | Turkije          | 1    | 0      | 1     | 2      |
| 6      | Frankrijk        | 1    | 0      | 0     | 1      |
| 6      | Ierland          | 1    | 0      | 0     | 1      |
| 8      | China            | 0    | 2      | 2     | 4      |
| 8      | Oekraïne         | 0    | 2      | 2     | 4      |
| 10     | Verenigde Staten | 0    | 2      | 1     | 3      |
| 11     | Argentinië       | 0    | 2      | 0     | 2      |
| 12     | Roemenië         | 0    | 1      | 3     | 4      |
| 13     | Polen            | 0    | 1      | 2     | 3      |
| 14     | Hongarije        | 0    | 1      | 1     | 2      |
| 15     | Zweden           | 0    | 1      | 0     | 1      |
| 16     | Filipijnen       | 0    | 0      | 2     | 2      |
| 17     | Denemarken       | 0    | 0      | 1     | 1      |
| 17     | Egypte           | 0    | 0      | 1     | 1      |
| 17     | Kazachstan       | 0    | 0      | 1     | 1      |
| Totaal | Totaal           | 13   | 13     | 26    | 52     |

Bron: sportuitslagen.org